# Наташа Атанасковић
Наташа Атанасковић (Београд, 1972) српска је сликарка и писац.

## Биографија
Атанасковић је студирала зидно сликарство (фреске, иконе) на Академији за уметност и конзервацију Српске православне цркве. Последњих деценија учествовала је у верско-уметничком пројектовању неколико православних цркава у Србији и Републици Српској. 1997. била је члан конзерваторског тима који је обновио фреске Саборне цркве у Београду, уз подршку Републичког завода за заштиту споменика културне баштине. Учествовала је са неким од њених радова на изложби 1997. у Конаку кнегиње Љубице, а изложба њених портрета сликара 20. века под називом Модерна уметност - Питања и одговори је приказана у Феникс галерији 2012.
Поред рада визуелне уметнице, од 2010. године написала је четири романа, њено дебитантско дело Коњ, лула и црвени цвет (наслов је алузија на истоимену слику Жуан Мира) добило је награду Мали Немо. Мајка две ћерке живи у Београду.

## Романи
- Коњ, лула и црвени цвет, роман, Мали Немо, Панчево 2010, 978-86-7972-056-6 .[5]
- Брод духова и Принцеза блогова ( Дух брод и принцеза од блогова ), Пресинг, Младеновац 2013, 978-86-6341-019-0 .
- Божанско порекло (Божанско порекло), роман, песме и приповетке, Пресинг, Младеновац 2015, 978-86-6341-074-9 .[6]
- Либрето госпође Корвусаменти ( Либрето госпође Корвусаменти), готички роман, Отворена књига, Београд 2017, 978-86-7674-272-1 .[7]

## Награде
- Награда Мали Немо